# Чайка Володимир Дмитрович
Володи́мир Дми́трович Ча́йка (нар. 5 жовтня 1948, Берислав, Херсонська область, Українська РСР, СРСР — пом. 2 березня 2013, Миколаїв, Україна) — міський голова Миколаєва з 2000 року, обирався на цю посаду чотири рази поспіль; за тривалістю заняття посади — «мер-рекордсмен». Президент Міжнародного чорноморського клубу (2002—2005); «Людина року» (2007) в номінації «Міський голова року». З часу першого обрання мером Чайка неухильно підкреслював свою безпартійність, проте напередодні місцевих виборів у 2010 змушений був вступити до Партії регіонів. Кандидат технічних наук.
Володимир Чайка був відомим як «співаючий мер» (рос. поющий мэр), любив виконувати пісні під час публічних виступів: особливо часто виконував пісню «Білі крила» (рос. Белые крылья);. відеозаписи його виконання цієї пісні можна знайти на сайті YouTube.
Неодноразово звинувачувався у вирішенні земельних питань на користь структур сина, братів та ряду наближених осіб. Сам він заявляв: «Я ніякого відношення до їх справ не маю. Вони проходять всі необхідні процедури, будь то з виділення землі, будь то ще з чогось…».

## Життєпис

### Ранні роки
Володимир Чайка народився 5 жовтня 1948 року в місті Берислав Херсонській області. Згодом родина переїхала жити до міста Миколаєва. Батьки працювали на Чорноморському суднобудівному заводі.
Чайка закінчив Миколаївську середню школу № 38, і з 1966 по 1971 рік працював газорізальником на Миколаївському суднобудівному заводі. Одночасно він навчався в Миколаївському кораблебудівному інституті на вечірньому відділенні. Потім перейшов на завод «Дормашина», де був обраний комсоргом заводу.
У 1972 році Чайка пішов з четвертого курсу МКІ і за власним бажанням пішов служити до армії. Два роки прослужив у ракетних військах стратегічного призначення. Пішов у запас у званні старшини. У 1976 році, все ж закінчивши інститут, він став головою профспілкового комітету заводу «Дормашина».

### Державна служба
У 1979 році Володимир Чайка почав свою роботу в органах місцевого самоврядування з посади завідувача квартирним відділом міськвиконкому. З вересня 1985 року працював заступником голови Корабельного райвиконкому.
У 1986 році Чайка захистив дисертацію в Київському інженерно-будівельному інституті і став кандидатом технічних наук. У жовтні 1987 року він став заступником голови Миколаївського міськвиконкому. Також у 1987 році брав участь у ліквідації наслідків аварії на Чорнобильській АЕС, займався будівництвом житла для вимушених переселенців.
У 1991 році Чайка очолив обласне управління Пенсійного фонду, де розробив нову методику обліку пенсіонерів і виплати пенсій, засновану на комп'ютерних технологіях, що дозволило регулярно виплачувати пенсії. У 1994 році він був обраний депутатом, а потім і головою обласної ради.
У 1996 році Чайка прийняв пропозицію президента Леоніда Кучми стати радником консула України в Азербайджані. На цій посаді брав участь в переговорах з урядом Азербайджану з питання прокладки нафтопроводу Баку—Поті—Одеса. У 1998 році повернувся до України і за пропозицією міського голови Миколаєва Анатолія Олійника почав працювати його заступником з економіки і зовнішніх зв'язків.
З 1999 по 2000 рік працював керівником миколаївського відділення «Укрексімбанку».

### На посаді мера
У червні 2000 року Володимир Чайка взяв участь у дострокових виборах міського голови Миколаєва, викликаних смертю міського голови Анатолія Олійника в лютому. Чайка був висунутий постійними опонентами Олійника в міськраді — депутатською групою «Моє місто» (рос. Мой город). При явці 23 % він переміг, отримавши 56,4 %. У березні 2002 року Чайка був переобраний повторно. З травня 2002 року до листопада 2005 року він також був президентом Міжнародного чорноморського клубу.
У березні 2006 року Чайка був втретє обраний міським головою Миколаєва, отримавши 46,44 % голосів. Під час цієї передвиборчої компанії його підтримав екс-прем'єр-міністр Віктор Янукович. На мітингу в Миколаєві він, поплескавши по плечу Чайку, закликав голосувати за нього і сказав: «Якщо він буде погано працювати, я його потім поб'ю». 2 жовтня 2006 року Чайка заявив про складання своїх повноважень через перегляд депутатами порядку денного сесії міськради. Проте вже 4 жовтня він вибачився за емоції і повідомив, що продовжить виконувати свої обов'язки.
У січні 2008 року Чайка заявив про те, що особисто виявив у своєму робочому кабінеті прослуховуючі пристрої і мікрокамери, використовувані для прихованого спостереження. На прес-конференції в серпні мер звинуватив в прямій причетності до установки цих пристроїв колишнього начальника ГУБОЗ в Миколаївській області Сергія Гуменюка.
У 2010 році Ленінський районний суд Миколаєва виніс дві постанови, згідно з якими Володимиру Чайці було заборонено виступати будь-якою іншою мовою, окрім державної, без перекладу українською. Причиною постанов стали звернення до суду миколаївського пенсіонера Анатолія Ільченка, на думку якого, Чайка порушував інтереси україномовної частини населення, вітаючи городян зі святами російською мовою. У відповідь, виступаючи на одному із заходів, Чайка почав говорити англійською. У підсумку він звернувся до апеляційного суду, щоб домогтися права використовувати у публічних виступах російську мову, і в 2011 році його апеляція була задоволена.
З часу першого обрання мером Чайка неухильно підкреслював свою безпартійність. Проте в липні 2010 року напередодні місцевих виборів Верховна рада України прийняла закон, згідно з яким кандидати на посаду міського голови могли висуватися лише від політичних партій. У серпні Чайка написав заяву з проханням прийняти його до Партії регіонів.
У вересні 2010 року Партія регіонів висунула Чайку на пост миколаївського міського голови. У жовтні 2010 року він був обраний на цю посаду вчетверте, отримавши 37,1 % голосів. У травні 2012 року він так коментував своє членство в Партії регіонів: «На жаль, закон, який не дозволив мені в цей раз йти безпартійним, і так сталося, що сьогодні я дійсно в Партії регіонів».

## Родина
У Володимира Чайки є брати Анатолій і Віктор. Він одружений, дружина Людмила Олександрівна до виходу на пенсію була завідувачкою РАЦС Центрального району. У них двоє дітей: Владислав та Юлія. Юлія — дружина голови Верховної Ради IX скликання Дмитра Разумкова. Владислав — зареєстрований кандидатом на пост мера Миколаєва від партії «Опозиційна платформа — За життя» на місцевих виборах в Україні 2020 року.
У 2020 році Владислав Чайка балотувався в мери Миколаєва від партії «Опозиційна платформа — За життя».

## Нагороди
У червні 2002 року президент України Леонід Кучма нагородив Володимира Чайку орденом «За заслуги» ІІІ ступеня «за вагомий особистий внесок у розвиток підприємництва та ринкової інфраструктури в Україні, високий професіоналізм», а в серпні 2004 року — орденом «За заслуги» ІІ ступеня «за значний особистий внесок у соціально-економічний і культурний розвиток України, вагомі досягнення у професійній діяльності та багаторічну сумлінну працю».
У березні 2007 року Володимир Чайка став переможцем всеукраїнського конкурсу «Людина року» в номінації «Міський голова року». Також у 2007 році він отримав Орден святого рівноапостольного великого князя Володимира III ступеня «за внесок у відродження храмів».
У листопаді 2008 року Володимир Чайка був нагороджений почесною грамотою Кабінету Міністрів України «за значний особистий внесок у забезпечення розвитку місцевого самоврядування, багаторічну сумлінну працю та з нагоди Дня місцевого самоврядування».
У 2009 році президент України Віктор Ющенко присвоїв Володимиру Чайці почесне звання «Заслужений працівник соціальної сфери України» «за значний особистий внесок у соціально-економічний, культурний розвиток Української держави, вагомі трудові досягнення та з нагоди 18-ї річниці незалежності України».
У тому ж році напередодні 220-ї річниці заснування Миколаєва Міністерство транспорту та зв'язку України оголосило Володимиру Чайці подяку «за плідну співпрацю в галузі транспорту та сфери зв'язку».
На честь Володимира Чайки було названо астероїд 10459 Владічайка.